# Ahmed Essop
Ahmed Essop (1 de septiembre de 1931 - 9 de junio de 2019) fue un escritor sudafricano de origen indio.
Nació en una familia musulmana en el estado de Gujarat (en ese momento India británica). Su familia se trasladó a Johannesburgo, Sudáfrica, cuando tenía tres años. En este país creció y estudió hasta que, en 1956, se licenció en filosofía y letras por la University of South Africa. Cuando finalizó sus estudios, trabajó como profesor hasta 1986, cuando dejó la docencia para dedicarse a escribir a jornada completa. Entre sus temas predilectos destaca la vida de los sudafricanos de origen indio y las relaciones de estos con las otras comunides raciales y religiosas de ese país. El espacio temporal de sus textos va desde la época anterior a la separación de razas, el apartheid, hasta la llegada de la democracia universal que llegó a la república con Nelson Mandela y más allá.
Sus obras, todas en inglés, incluyen poesía, cuentos, novela y ensayos literarios. La primera publicación de un libro escrito totalmente por él fue The Dark Goddess (1959) donde usó el seudónimo Ahmed Yousuf.
De entre todos sus escritos, de momento, solo “Two sisters” cuento incluido en The Hajji and Other Stories (1988), ha sido traducido al español por Sabrina Solar Solórzano (revista Hermeneus, núm. 12, año 2010. Servicio de Publicaciones de la Universidad de Valladolid).

## Obras publicadas
- The Visitation (1979)
- The Emperor (1984)
- The Hajji and Other Stories (1988)
- Noorjehan and Other Stories (1990)
- The King of Hearts and Other Stories (1997)
- Narcissus and Other Stories (2002)
- The Third Prophecy (2004)
- History and Satire in Salman Rushdie's The Satanic Verses (2009)
- The Universe and Other Essays (2010)
- Exile and Other Poems (2010)
- The Moors in the Plays of Shakespeare (2011)
- The Garden of Shahrazad and Other Poems (2011)
- Charles Dickens and Salman Rushdie: A Comparative Discourse (2014)

## Premios y reconocimientos
- Oliver Schreiner Prize por The Hajji and Other Stories (1988), otorgado por la English Academy of Southern Africa (1979)[5]
- Literary Lifetime Achievement Award, otorgado por el South African Ministry of Arts and Culture.